# Тар (музичний інструмент)
Тар (від перс. تار‎ — «струна») — народний струнний щипковий музичний інструмент з 8-подібним корпусом, 22 ладами, 4-6 струнами, 19-ступеневим звукорядом з інтервалами, меншими за 1/2 тони. Нині поширений в  Вірменії, Афганістані, Іраці, Ірані, Туреччині, Таджикистані, Узбекистані та в деяких країнах Близького Сходу.
Автором оновленого тару є азербайджанський музикант-конструктор Садихджан (Мірза Садиг Асад огли), який жив у Карабасі у XIX столітті та отримав прізвисько «Батько тара». Він реконструював і удосконалив багатовіковий щипковий тар: до слабкого звукового п'ятиструнного інструмента додано шість струн і кількість парде (ладів) досягли сімнадцяти. Для збільшення резонансу Садихджаном були додані хори (резонувальні струни) у верхньому регістрі та введено виконавський стиль «лал бармаг» (стиль «німого пальця»).
Сучасний (азербайджанський) тар має 11 струн — басові між парними мелодичними, розташованими з боків. Використовується для віртуозної сольної гри, а також в ансамблях (з кеменче і дойрою) і в оркестрах народних інструментів.
5 грудня 2012 року азербайджанське мистецтво гри на тарі було включено до Списку шедеврів усної та нематеріальної культурної спадщини людства ЮНЕСКО.

## Різновиди
- іранський тар — типовий 4–6-струнний;
- азербайджанський тар — з 8-подібним корпусом[5] 11-струнна модифікація іранського тара;
- вірменський тар — однотипний з азербайджанським[5];
- турецький тар — з ладовим грифом[5].

## Галерея

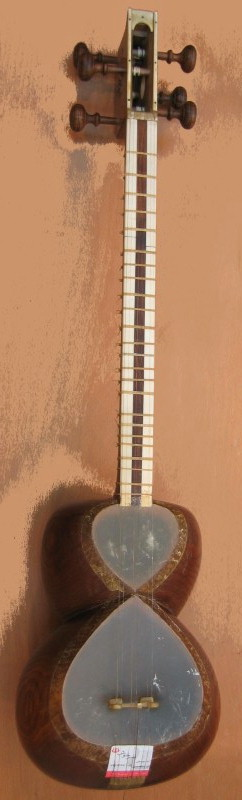
Іранський тар
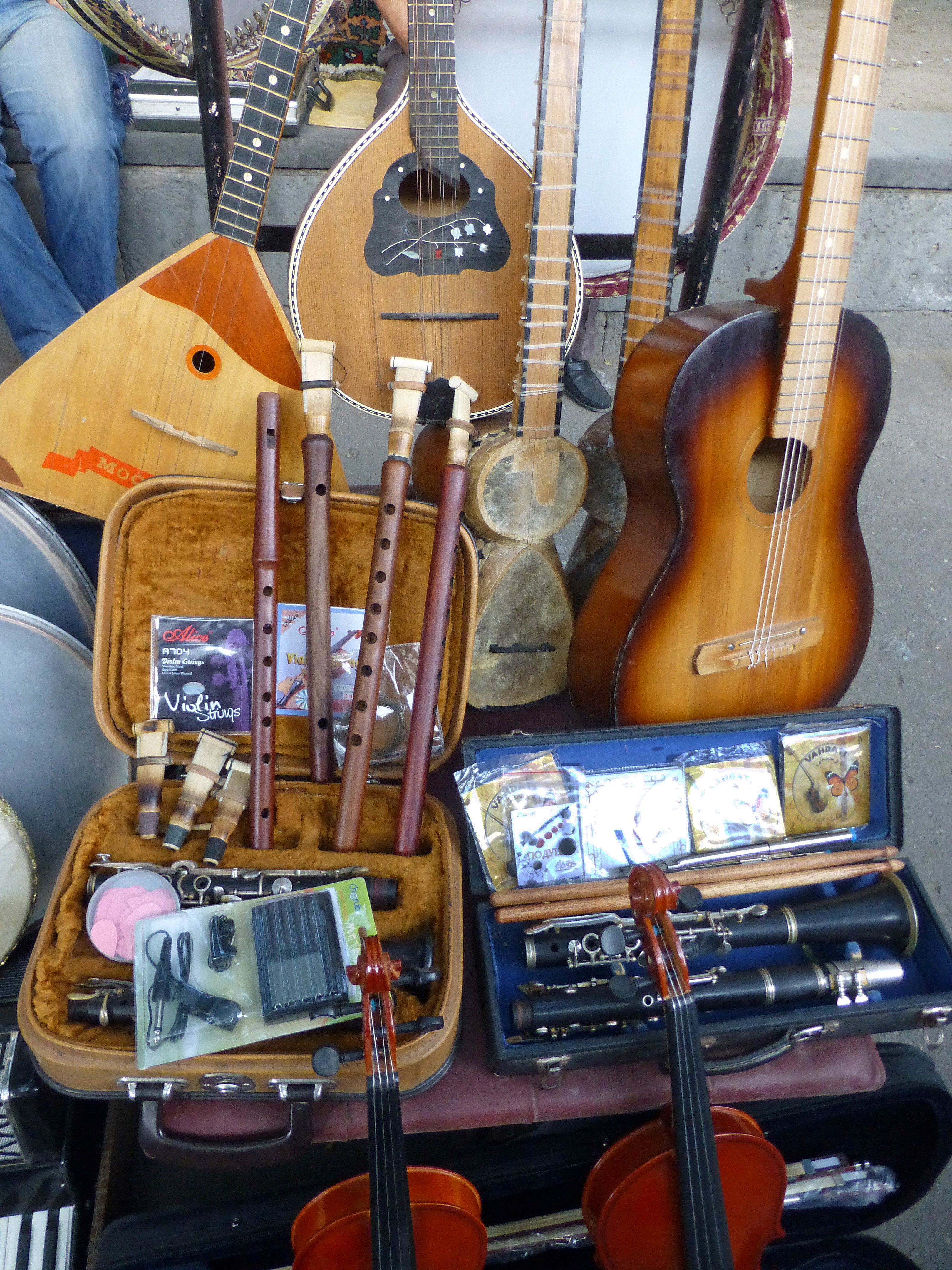
Вірменський тар серед інших музичних інструментів
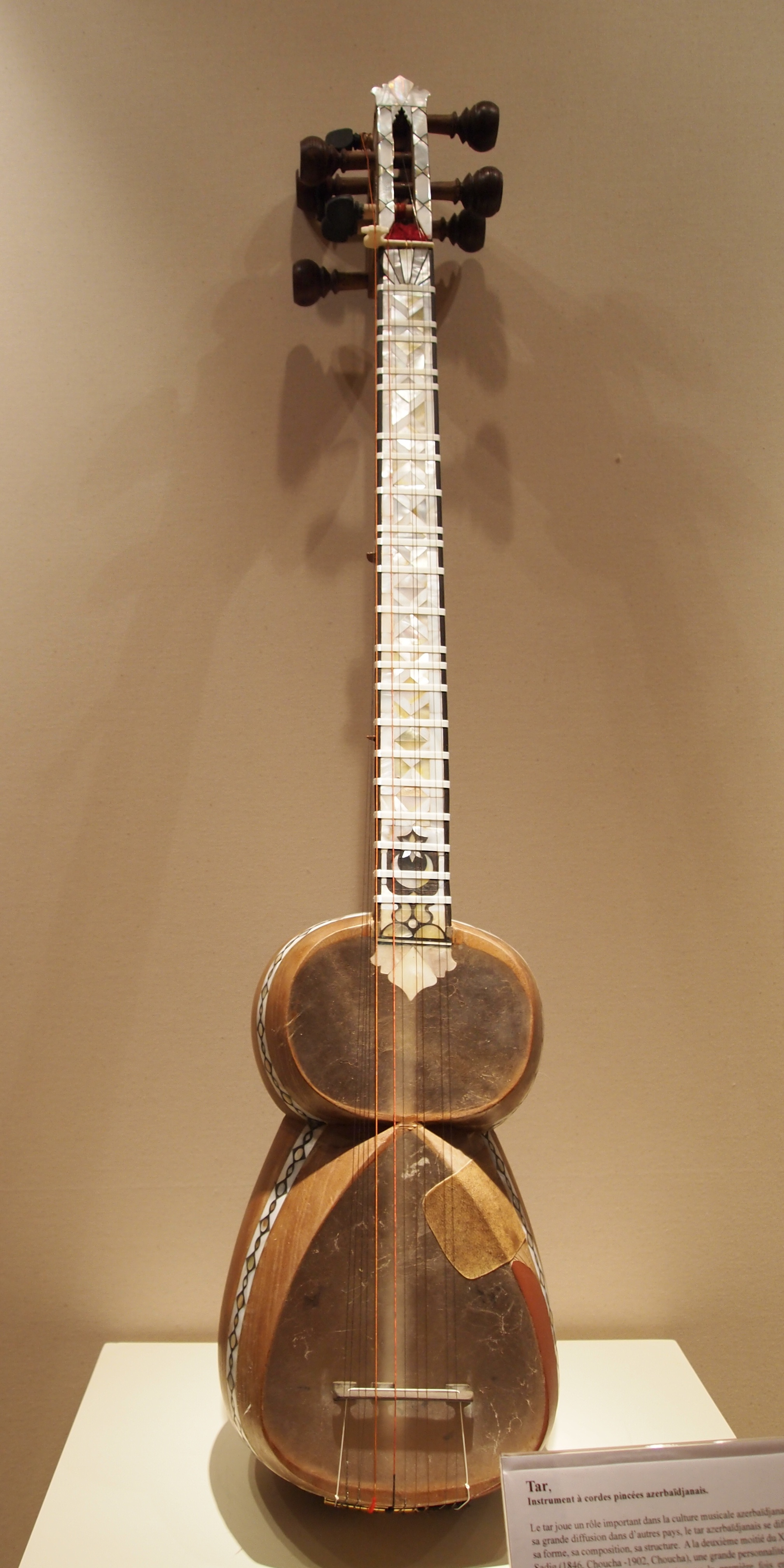
Азербайджанський тар
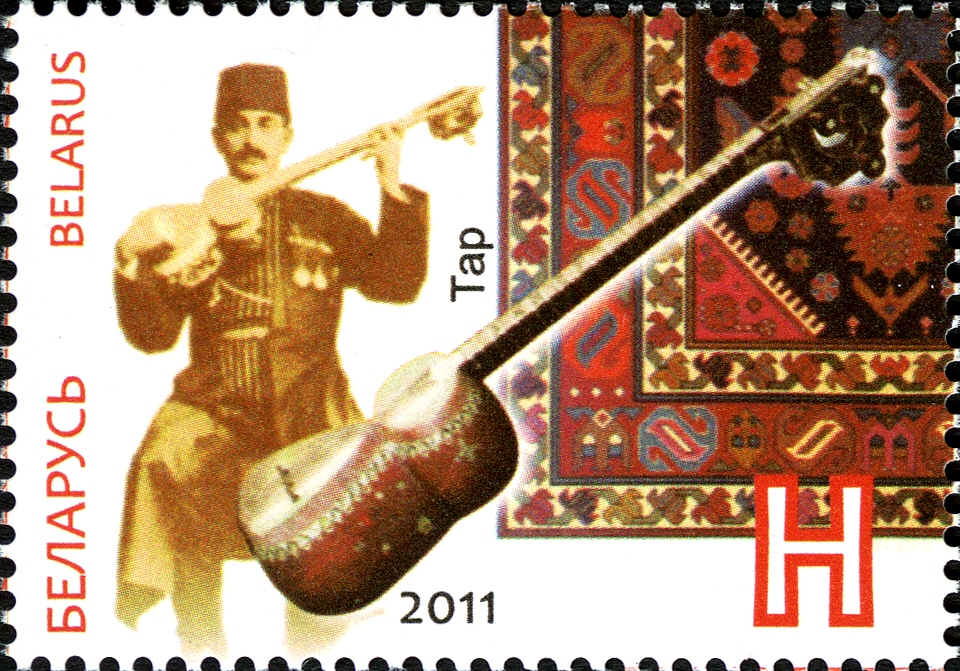
Тар на поштовій марці Білорусі
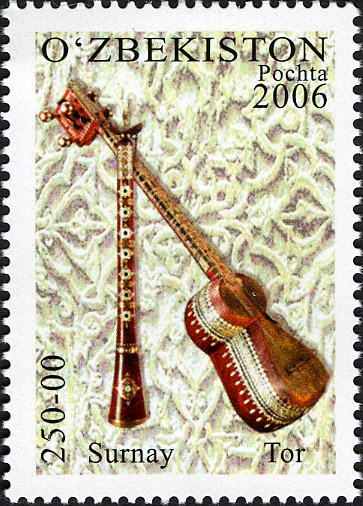
Тар на поштовій марці Узбекистану
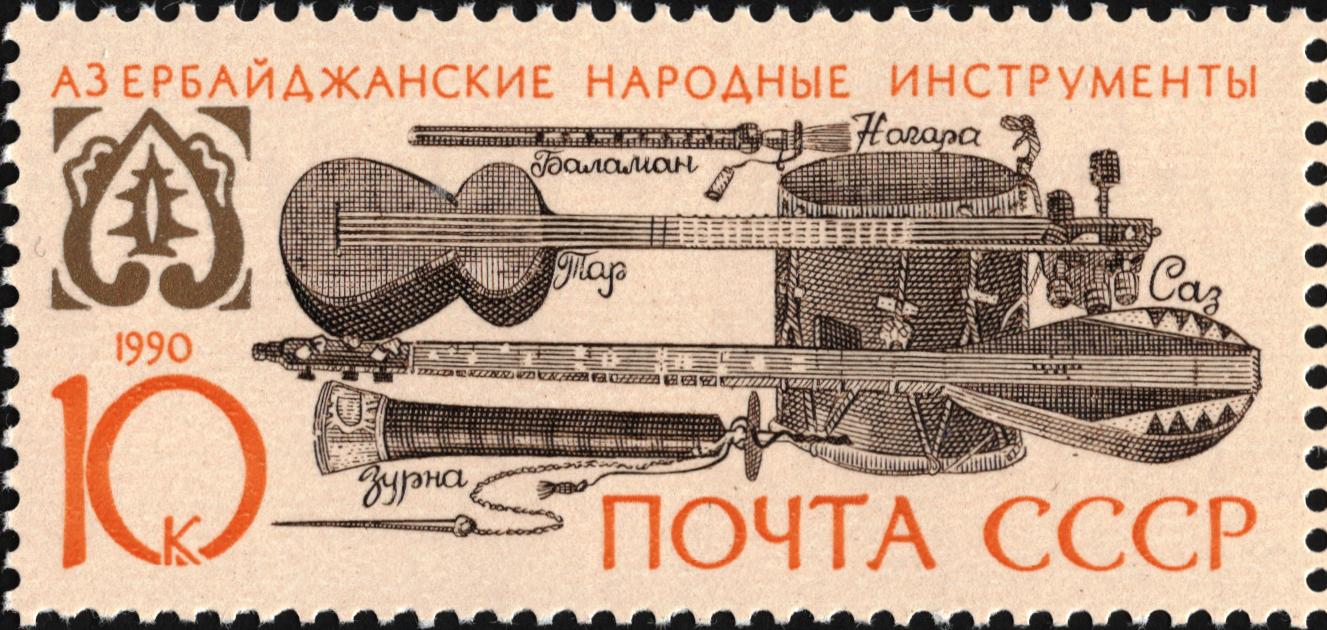
Тар на поштовій марці СРСР